# Erik Eriksson Borgström
Erik Eriksson Borgström, född 1708, död 8 april 1770, var en svensk bruksidkare, bergsråd och donator.

## Biografi
Erik Borgström var son till Erik Nilsson Borgström och Katarina Juliana Ysing. Faderns släkt hade varit brukspatroner på Borgviks bruk i Värmland som de byggt upp, medan modern var släkt med Börje Cronberg och därmed släkt med flera profiler inom brukshanteringen i Värmland och Närke samt Bureättling. När fadern dog 1720, tog modern Katarina Ysing över den konkurshotade verksamheten vid Borgvik och redde ut situationen. Brodern Johan adlades Adelheim, men Erik och hans bror Nils stannade i Borgvik och styrde bruksrörelsen som släkten grundat.
Borgvik var under Borgströmmarna framgångsrikt, och förmögenheten använde Erik Borgström till att skänka stora summor pengar till diverse välgörande ändamål. Hans far hade låtit uppföra Borgviks kyrka, vilken stod färdig ett par innan dennes död. Erik Eriksson Borgström bekostade dess invändiga utsmyckning och torn.
Hans namn lever vidare i Borgströmianska professuren vid Uppsala universitet, universitetets första professur i ekonomi, som inrättades med stadgar i tydlig frihetstida riktning. Han inrättade därefter en adjunktur i samma ämne vid samma läroanstalt.
Borgström belönades för sina donationer med bergsråds namn, heder och värdighet.